# Quintus Petillius Cerialis
Quintus Petilius Cerialis Caesius Rufus (født år 30) var en romersk senator og feltherre. Navnet antyder, at han var adopteret af Caesius-familien.
Den første vigtige opgave fik han som legat i den romerske legion IX Hispania i den romerske provins Britannia under guvernør Gaius Suetonius Paulinus. Han deltog i nedkæmpelsen af det oprør i 60/61, der blev ledet af Icenernes dronning Boudicca. Han led personligt et alvorligt nederlag, da legionens tropper forsøgte at undsætte byen Camulodunum (Colchester), som blev ødelagt af briterne. 
Som en slægtning til Vespasian, blev Cerialis taget som gidsel af Vitellius under borgerkrigene i året 69. Det lykkedes Cerialis at flygte, og han var en af de kavaleriledere, der erobrede Rom for Vespasian. Denne succes gav ham kommandoen over XIV Gemina, som var stationeret i den vanskelige provins Germania Inferior. Endnu en gang måtte Cerialis beskæftige sig med et lokalt oprør, hvor de lokale stammer (bataverne) under ledelse af Julius Civilis, en romersk uddannet høvdingesøn, belejrede to romerske legioner i Xanten. Cerialis havde atter heldet med sig og blev hædret af Vespasian. I 71 blev Cerialis udnævnt til guvernør over Storbritannien, og han bragte legionen II Adiutrix med sig til provinsen. Han blev støttet af Gnaeus Julius Agricola, kommandør for XX Valeria Victrix. Som guvernør bekæmpede Cerialis briganterne i det nordlige England.
I 74 forlod han Storbritannien og vendte tilbage til Rom som stedfortrædende konsul. I 83 blev han nomineret konsul for anden gang og nu som juniorpartner for kejser Domitian. Tacitus fortæller, at han var en modig soldat mere end en omhyggelig general, og at han foretrak at sætte alt på spil i et enkelt engagement. Han besad en naturlig veltalenhed, der umiddelbart appellerede til soldaterne, ligesom hans loyalitet over for de foresatte var urokkelig.